# Ocupação alemã do nordeste da França durante a Primeira Guerra Mundial

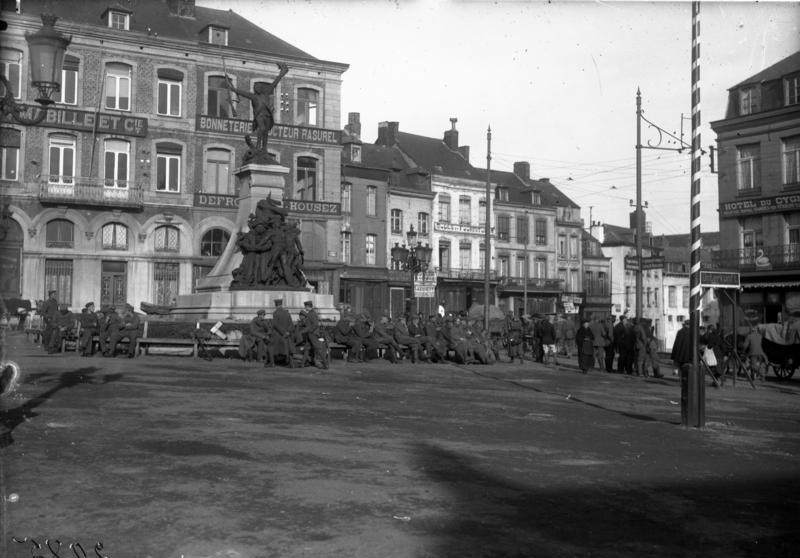
Soldados alemães descansando durante a ocupação da cidade de Hautmont

A ocupação alemã do nordeste da França refere-se ao período em que o território francês, principalmente ao longo da fronteira com a Bélgica e Luxemburgo, estava sob ocupação militar do Império Alemão durante a Primeira Guerra Mundial.
Isso implicou várias imposições à população, incluindo desnutrição, trabalho forçado e requisições de propriedades, serviços e bens.

## Território ocupado
O território ocupado pela Alemanha no final de 1914 incluía 10 departamentos, parcial ou totalmente, incluindoː
- 70% do Nord;
- 25% de Pas-de-Calais;
- 16% do Somme;
- 55% do Aisne;
- 12% do Marne;
- 30% de Meuse;
- 25% de Meurthe-et-Moselle;
- 4,8% dos Vosges;
- 100% das Ardenas.

Esses territórios constituíam 3,7% da área e 8,2% da população da própria França, com cerca de 2 milhões de habitantes.
Os atuais departamentos de Bas-Rhin, Haut-Rhin e Moselle, que fizeram parte do Reich alemão de 1871 até seu retorno à França no final da guerra em novembro de 1918, não estão incluídos entre os territórios ocupados. 
A grande maioria do território da vizinha Bélgica também foi ocupada, com exceção da parte ocidental da Flandres marítima, ao redor de Ypres. Entretanto, a fronteira franco-belga foi mantida e as travessias controladas.

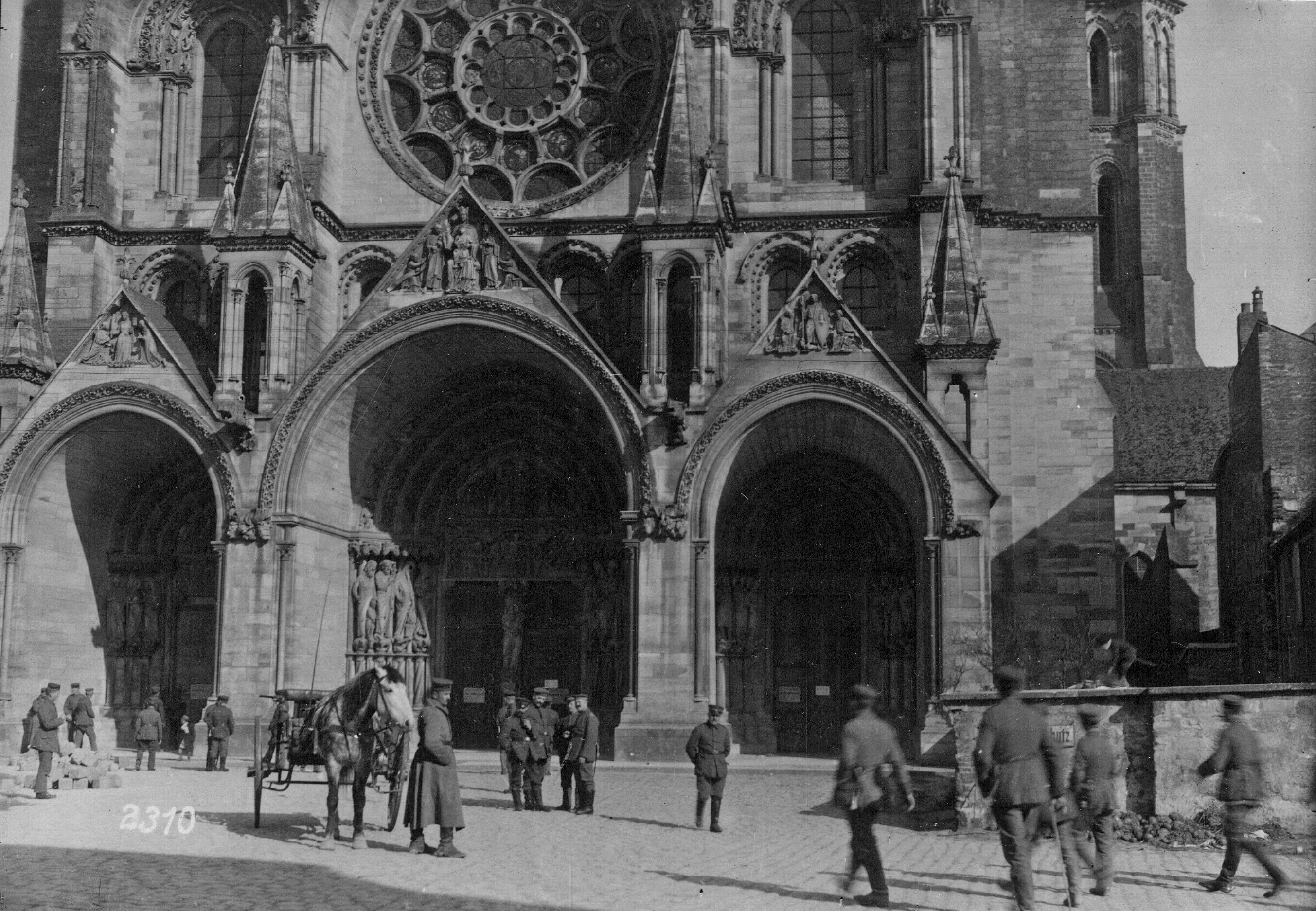
Cena em frente à catedral de Laon, França, março de 1917.

Parte da Picardia foi temporariamente libertada em 1917, mas a área da fronteira permaneceu sob domínio alemão durante quatro anos: Lille durante 1.465 dias, Laon durante 1.502 dias e Roubaix de 14 de outubro de 1914 a 17 de outubro de 1918. 
A zona ocupada estava sob administração militar, mas alguns territórios receberam um status específico. A parte norte do vale do rio Meuse (incluindo Givet e Fumay) foi anexada ao Governo Geral da Bélgica; o distrito de Briey foi colocado sob autoridade civil alemã até dezembro de 1916, e então ficou sujeito ao governador militar de Metz . A população desta área diminuiu muito durante este período devido tanto à mortalidade excessiva em relação aos nascimentos quanto às deportações e migrações voluntárias para a França desocupada. Assim, o departamento das Ardenas, que tinha 319.000 habitantes antes da guerra, contava apenas com 175.000 na época da libertação. A população de Lille caiu de 217.000 habitantes no início de 1914 para 112.000 em outubro de 1918 e a de Roubaix de 122.723 para 77.824, enquanto a população de Tourcoing caiu de 82.644 para 58.674. Algumas localidades próximas à frente e algumas cidades nas Ardenas foram esvaziadas da maioria de sua população. No final da guerra, Rethel tinha apenas 1.600 habitantes, contra 5.187 em 1911. 
Para todo o território ocupado, as estatísticas do Comitê Alimentar do Norte de França indicam 2.235.467 habitantes em 1915, mas apenas 1.663.340 em 30 de junho de 1918; a diminuição ao longo de todo o período iniciado no outono de 1914 foi ainda maior.
A maioria da população era composta por mulheres, crianças e idosos, sendo que a maioria dos homens estava mobilizada.

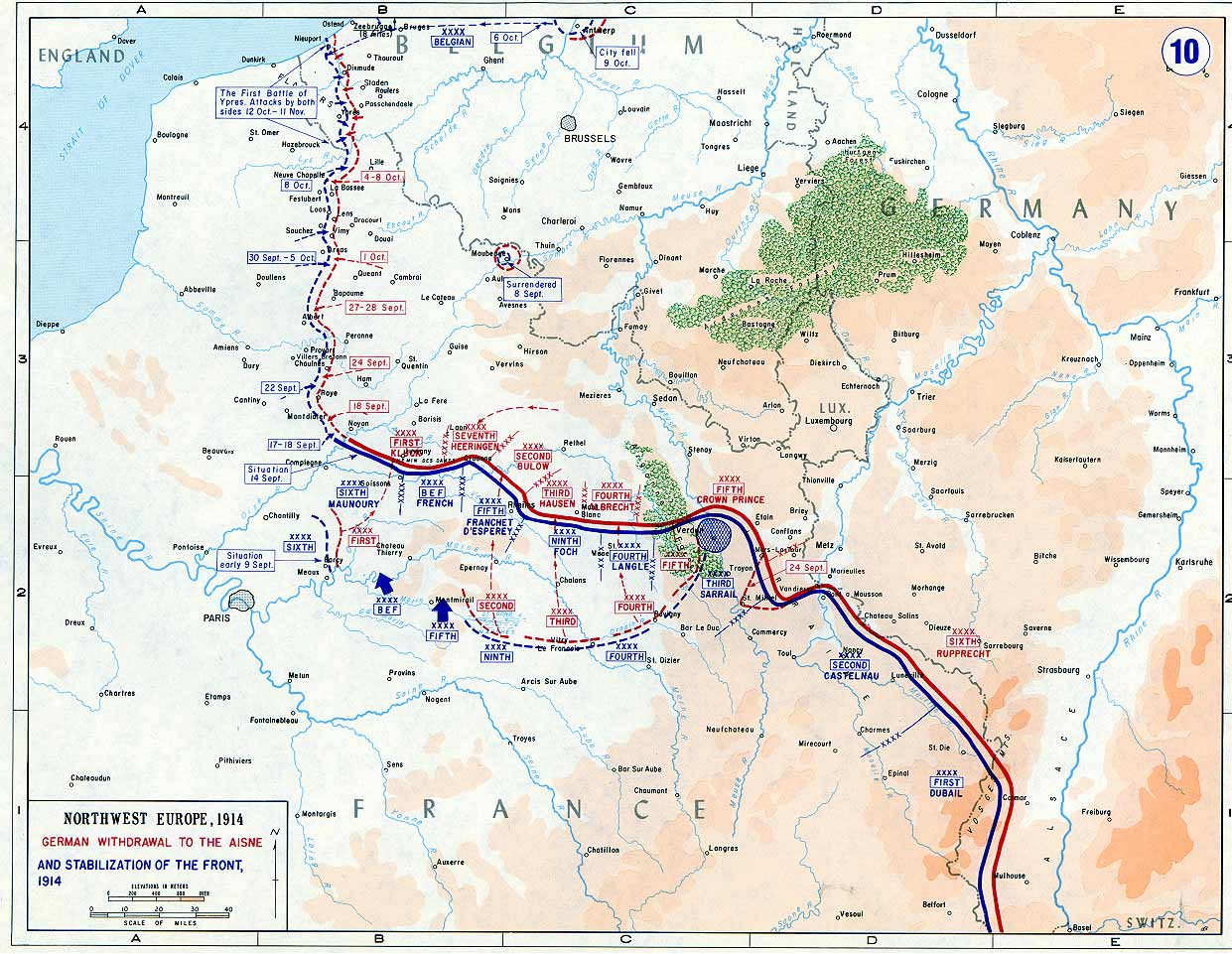
Frente em 1914. Clique para ver a versão ampliada

## História

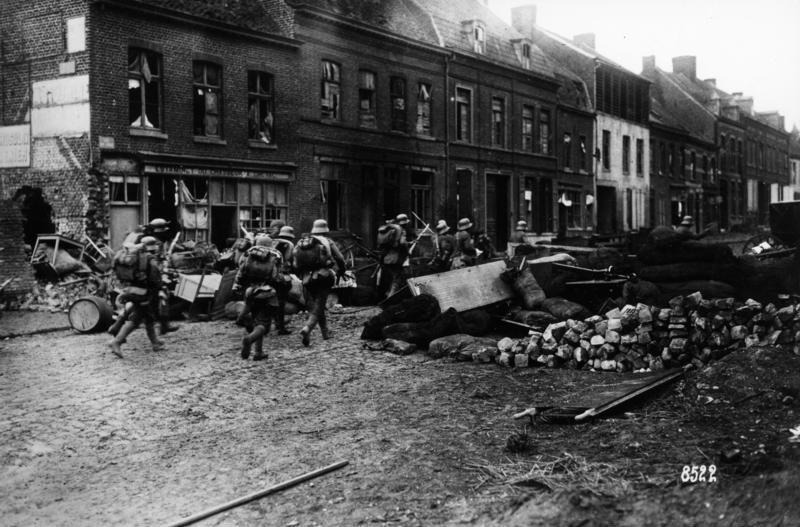
Tropas alemãs usando o Stahlhelm, avançando por uma cidade francesa durante a Primeira Guerra Mundial (c. 1916–18).

Devido à velocidade da invasão alemã da Bélgica em 1914, os combates chegaram ao solo francês no início da guerra. Embora seu avanço tenha sido interrompido na Primeira Batalha do Marne, em setembro de 1914, os alemães ganharam o controle de uma parte do território francês, que permaneceu sob ocupação alemã, atrás da Frente Ocidental estabilizada, durante grande parte do restante da guerra.

Embora as histórias do campo de batalha tenham ganhado notoriedade após o fim da guerra, o sofrimento das populações ocupadas foi frequentemente relegado à obscuridade.
Seria difícil encontrar mapas de guerra com legendas que indicassem as áreas ocupadas. Durante o período das hostilidades, apenas os combatentes comandavam a atenção do mundo. Considerados como roubados e usurpados, os territórios ocupados não davam origem a nenhuma representação gráfica específica. Percebidos como uma área da frente de batalha, nada os designava como ocupados. Esse "impensável" foi perpetuado na memória. Consequentemente, a violência física foi apagada dos mapas físicos e mentais.
O interesse na ocupação alemã limitou-se, na prática, aos habitantes das áreas afetadas nos anos seguintes ao conflito.

## Território isolado

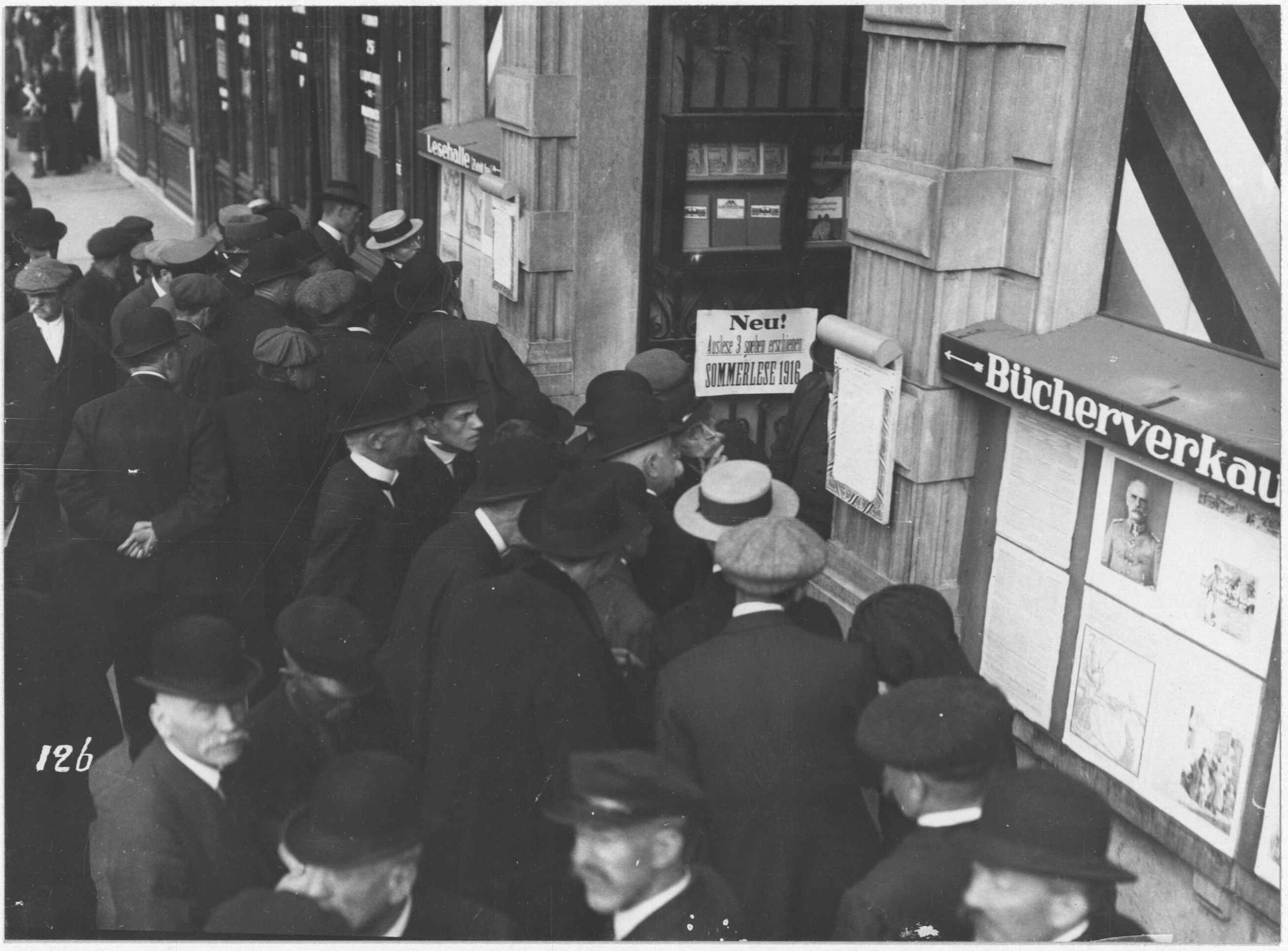
Cidadãos franceses em Lille lendo relatórios de guerra, c.1917

Assim que chegaram, os alemães dificultaram a movimentação dos moradores franceses e impediram o fluxo de informações. Automóveis foram requisitados em 15 de outubro de 1914; em seguida, bicicletas, telefones e radiotelégrafos foram confiscados. Até os pombos tiveram que ser abatidos por medo da transmissão de mensagens por pombos-correio.
Dentro do território ocupado, a viagem de um município para outro exigia autorização das autoridades alemãs e a emissão de um passe. Violações dessas regras de trânsito podem ser punidas com prisão ou multa. Tais obstáculos previsivelmente aumentaram a sensação de confinamento da população francesa.
As conexões com a França não ocupada foram proibidas até abril de 1916. Somente a correspondência com parentes que eram prisioneiros de guerra era autorizada. Era limitado a um cartão por mês e também estava sujeito à censura. Apenas metade dos cartões que passaram pela Cruz Vermelha de Frankfurt chegaram aos seus destinatários.
A publicação dos jornais pré-guerra também foi interrompida, então os únicos periódicos disponíveis eram o jornal de propaganda alemão La Gazette des Ardennes e o Bulletin de Lille, cada um publicado pelos respectivos municípios sob controle alemão. Mesmo isso se limitava a informações práticas e comerciais. Portanto, as notícias da frente só podiam ser transmitidas por jornais clandestinos, com circulação muito baixa ou com boatos. Na prática, a maioria da população permaneceu completamente alheia aos acontecimentos externos. 
Entretanto, a zona ocupada incluía algumas das partes mais industrializadas da França:  64 por cento da produção de ferro-gusa da França, 24 por cento da sua produção de aço e 40 por cento da capacidade total de mineração de carvão estavam localizados na zona, representando um grande revés para a indústria francesa.  Várias cidades e vilas importantes também estavam situadas dentro dela, principalmente Lille, Douai, Cambrai, Valenciennes, Maubeuge e Avesnes. Em parte devido à sua proximidade com a frente de batalha, o nordeste da França ocupado era governado pelos militares, e não por uma administração de ocupação civil. A exploração econômica da zona ocupada aumentou durante a guerra. O trabalho forçado se tornou cada vez mais comum à medida que a guerra se arrastava.

## Condições de vida

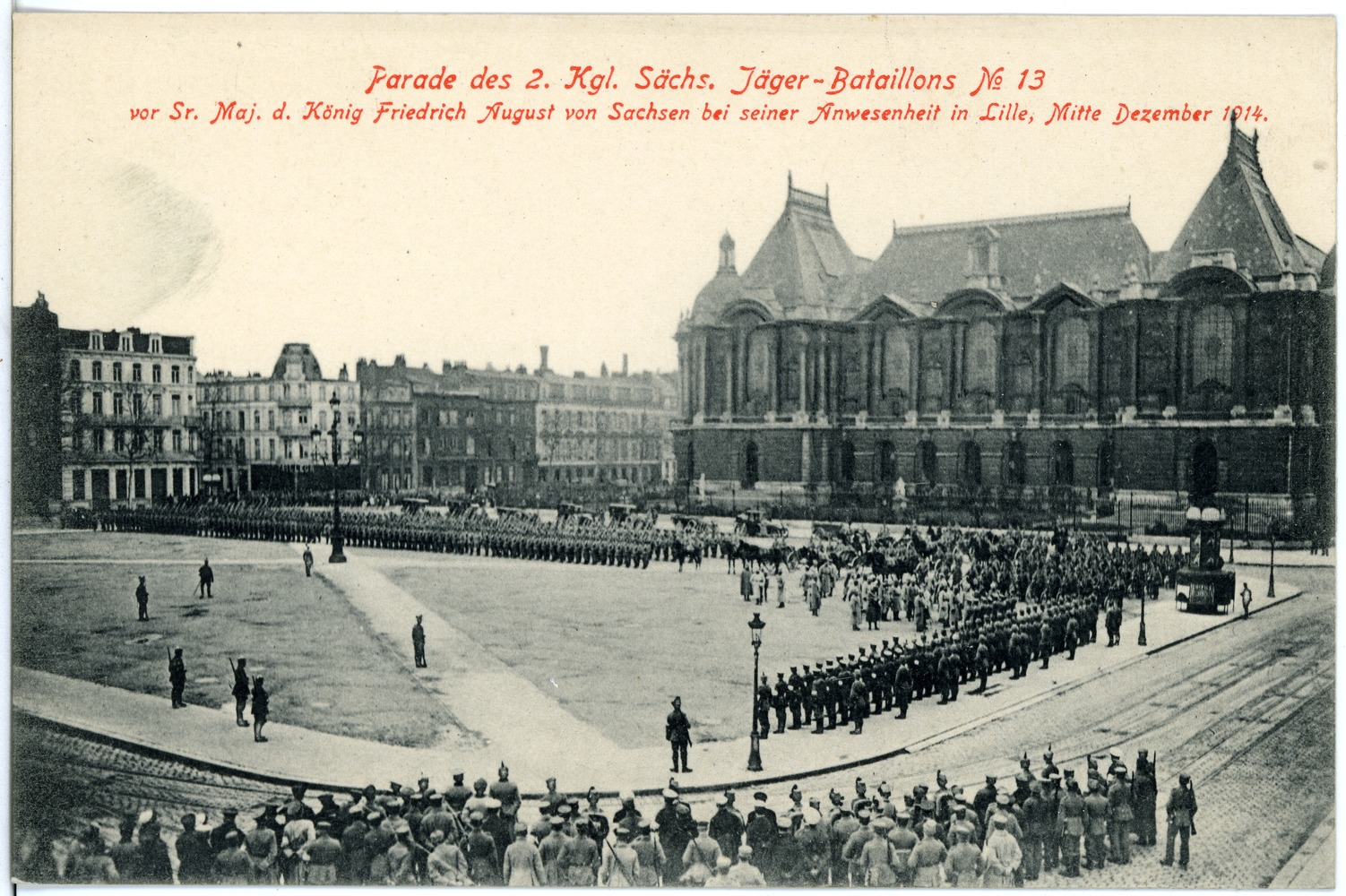
Desfile militar alemão na Place de la République em Lille, dezembro de 1914

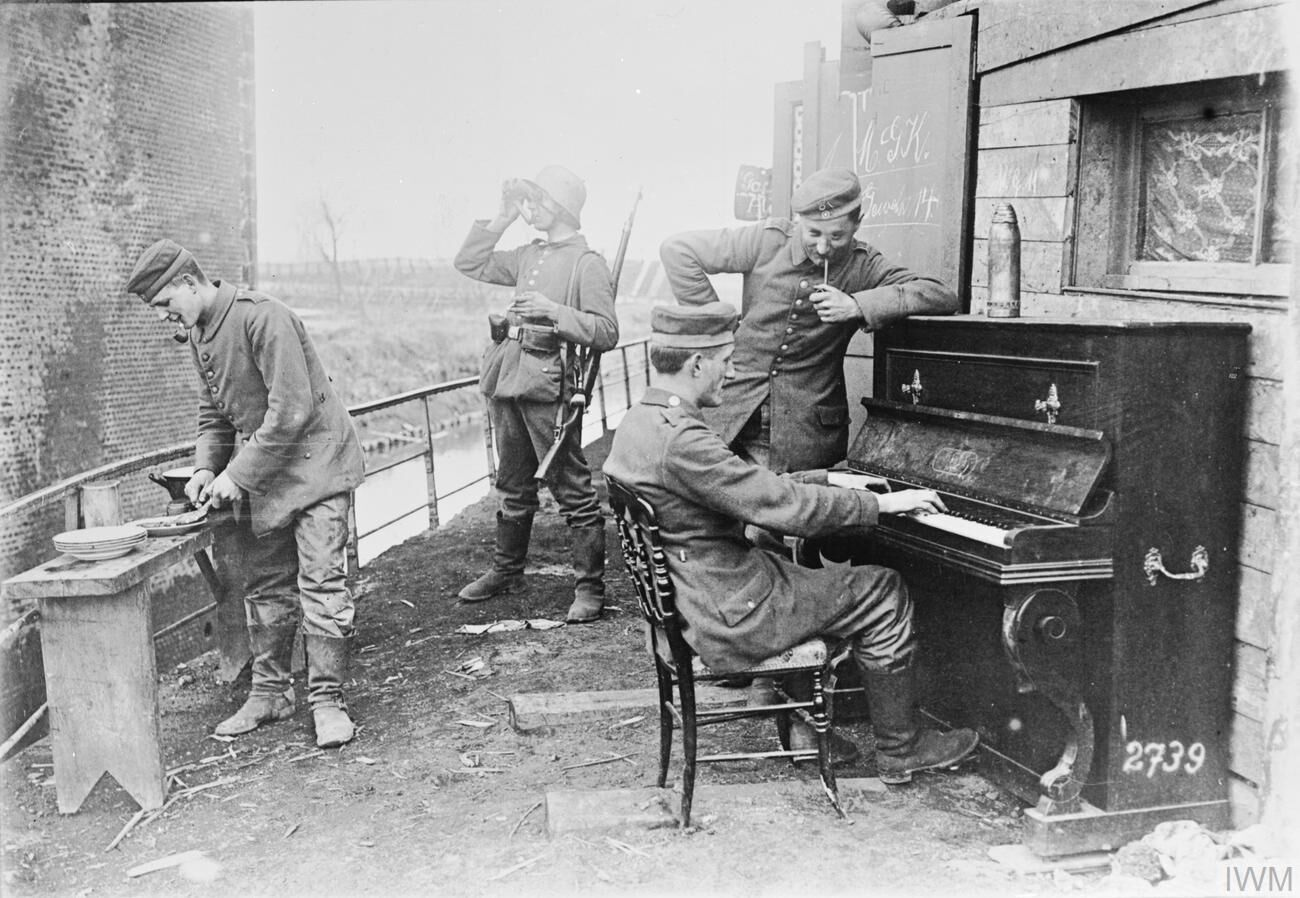
Lazer e entretenimento na Frente: tropas alemãs relaxam do lado de fora de seu alojamento entre Lens e Arras, na Frente Ocidental. Dois estão se divertindo com um piano enquanto um terceiro está preparando comida. Ao fundo, uma sentinela vigia

A ocupação alemã não respeitou a Convenção de Haia de 1907, que definia as regras aplicáveis à ocupação de um território por um exército inimigo, devido a saques e à imposição de trabalhos forçados que contribuíam para o seu próprio esforço de guerra.

### Onipresença dos alemães
Os alemães requisitaram a maioria dos edifícios públicos para sua administração, a "Kommandantur" e para suas tropas; escolas secundárias e faculdades foram transformadas em hospitais. Casas individuais poderiam ser requisitadas para soldados a qualquer momento. Grandes restaurantes e locais de descanso foram reservados exclusivamente para as tropas alemãs, e desfiles militares e concertos foram organizados.  A proximidade da frente (Lille ficava a apenas quinze quilômetros de distância) gerava constantes movimentações de tropas. As cidades maiores tornaram-se locais de descanso para os soldados em licença e, em Lille, os do Estado-Maior Alemão. A considerável densidade de tropas atingiu proporções extremas em localidades como Carvin, com cerca de 15.000 soldados para 6.600 habitantes. 

### Desnutrição
A escassez de alimentos começou logo após a chegada do exército de ocupação. A própria Alemanha, devido ao bloqueio naval britânico de seus portos, sofreu com a falta de alimentos e se recusou a sustentar as populações dos territórios ocupados. Isso incluía quase toda a Bélgica, cuja população totalizava mais de 10 milhões de habitantes. Os alemães apreenderam os estoques assim que chegaram e então fizeram requisições durante toda a guerra. Os alemães confiscaram 80% da colheita de trigo de 1915 e 75% da colheita de batata. Eles também levaram a maior parte dos ovos e do gado. No final de 1918, o gado nos territórios foi reduzido a um quarto em comparação com o período anterior à guerra.  A fome se aproximava no outono de 1914 e a questão do suprimento de alimentos era a principal preocupação das autoridades na busca de ajuda de países neutros.
O prefeito de Lille, Charles Delesalle [fr], contactou inicialmente a Suíça, seguindo o conselho do Comandante do local, General von Heinrich.  Após essa tentativa malsucedida, novas etapas levaram a um acordo assinado em 13 de abril de 1915 em Bruxelas entre a Comissão de Socorro na Bélgica, ou CRB, e o General von Bissing, o Comandante Sênior do Exército Alemão na Bélgica. Esta convenção estendeu a ajuda alimentar da CRB, da qual a Bélgica se beneficiava desde 22 de outubro de 1914, às populações da França ocupada. O exército alemão deu garantias de que as mercadorias não seriam requisitadas. Assim como na Bélgica, as autoridades alemãs estavam interessadas nessa ajuda, que evitou revoltas por fome e tornou possível continuar a arrecadar impostos sobre a produção agrícola local.
O CRB, financiado por doações e subsídios do Governo dos Estados Unidos, comprou alimentos dos Estados Unidos (42%), das colônias britânicas (25%), da Grã-Bretanha (24%), dos Países Baixos (9%) e uma pequena quantidade da própria França.  Os alimentos importados para a Bélgica permaneceram propriedade do embaixador americano na Bélgica, Brand Whitlock, até sua distribuição à população. 
Após a intervenção de Herbert Hoover junto do Presidente Poincaré, a França contribuiu para esta ajuda efectuando pagamentos ao governo belga no exílio (para que esta ajuda indirecta fosse oficialmente ignorada pelas autoridades alemãs que tinham conhecimento dela).  O financiamento do CRB, num montante total de 700 milhões de dólares durante toda a guerra, foi assegurado em 205 milhões de dólares pelo Tesouro francês, 386 milhões de dólares pelo Tesouro dos Estados Unidos, 109 milhões de dólares pelo Tesouro do Reino Unido e 52 milhões de dólares em doações, principalmente americanas).

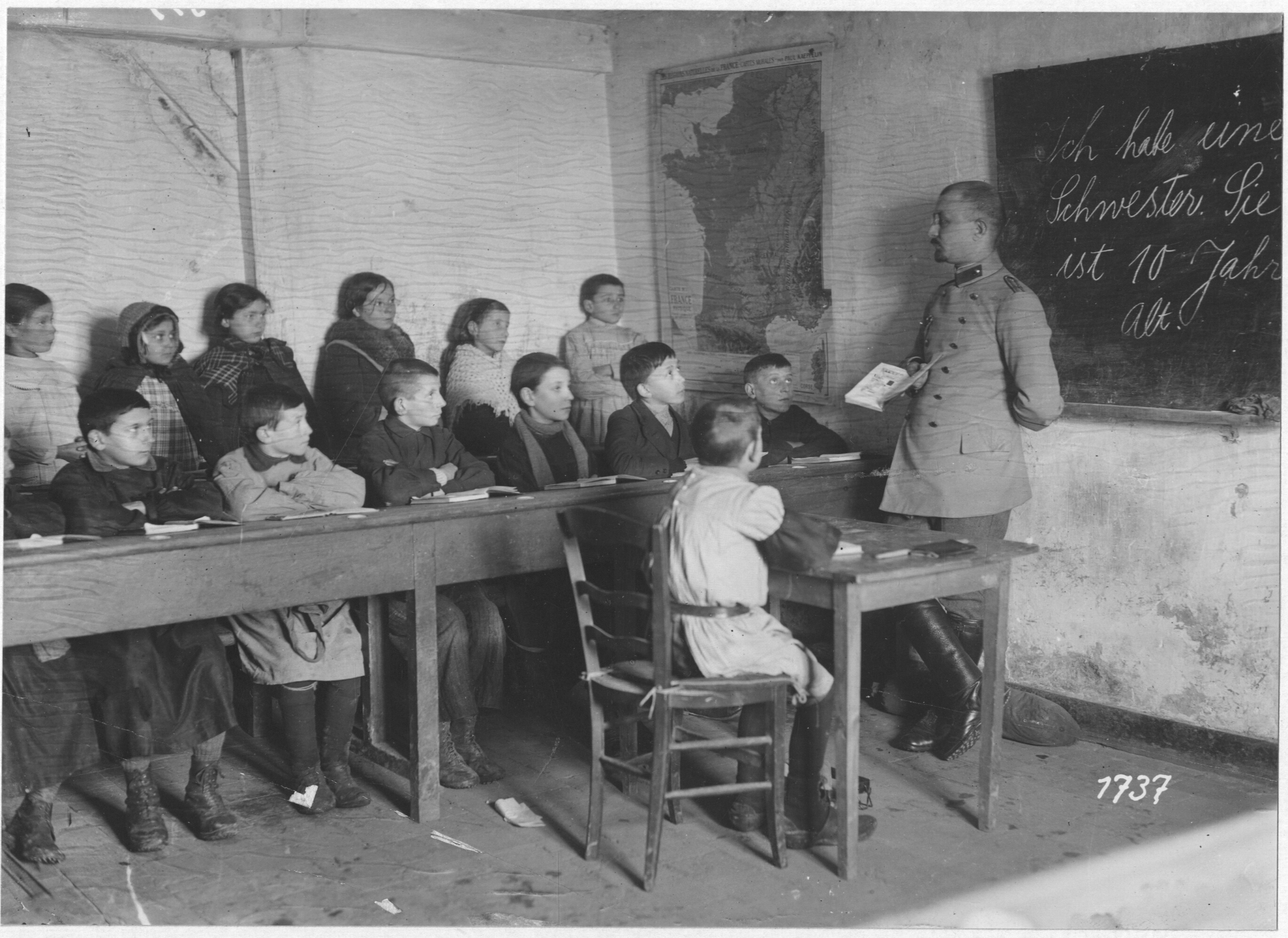
Crianças francesas sendo instruídas por um professor alemão durante a ocupação da Primeira Guerra Mundial, Champagne, março de 1917

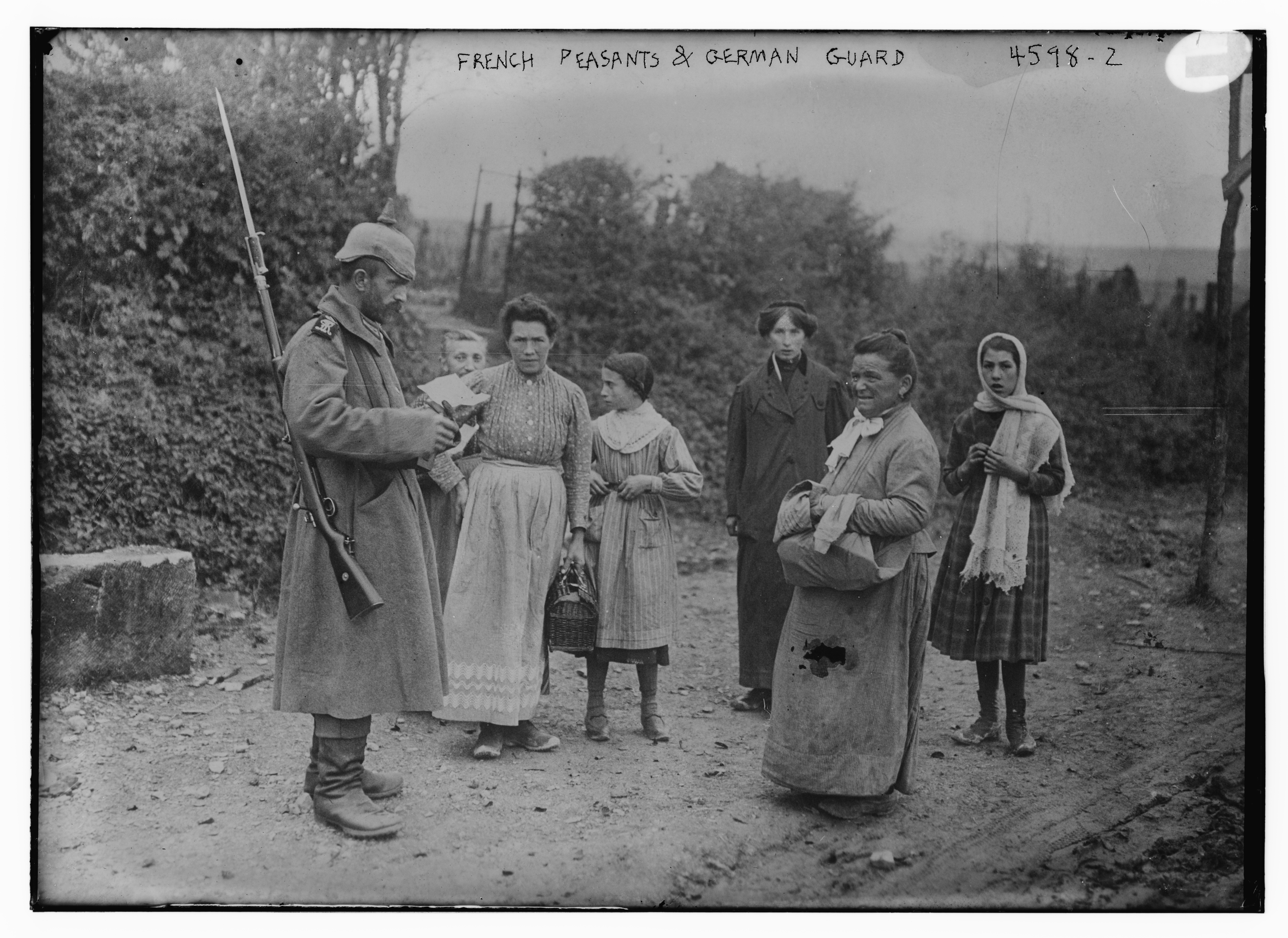
Camponeses franceses e um guarda alemão, nordeste da França, 1915

O Comitê de Alimentos do Norte da França (CANF) foi criado sob o patrocínio do CRB e do Comitê Nacional de Assistência e Alimentos (belga) para a distribuição de alimentos. Sua sede administrativa ficava em Bruxelas, e seu comitê executivo era presidido por Louis Guérin, membro da Câmara de Comércio de Lille, na Prefeitura do departamento Nord. Alimentos destinados exclusivamente à distribuição não poderiam ser comercializados. Os delitos eram punidos com multas ou prisão. 
A CANF incluía sete distritos, em Lille, Valenciennes, Saint-Quentin, Marle, Tergnier, Fourmies e Longwy. Cada comuna tinha um comitê local, armazéns e escritórios de distribuição. Lille tinha 60 escritórios, a maioria dos quais instalados em escolas, e todos eles eram administrados por 800 funcionários públicos. Os municípios pagaram os fornecimentos e repassaram parte deles aos habitantes.  Os alimentos eram transportados da Bélgica para os depósitos principalmente por via fluvial, já que o transporte ferroviário era reservado ao exército alemão.  O auxílio da CRB aliviou a escassez: a sua participação no abastecimento foi dominante em 1916, 1917 e 1918.  A percepção entre os prefeitos, os retornados e o público em geral era que “sem a ajuda americana a população teria morrido de fome”. 
A situação alimentar flutuou; piorou de outubro de 1914 a abril de 1915; melhorou com a chegada da ajuda do CRB na primavera de 1915; depois piorou novamente a partir de 1916. Em Lille, as rações diárias per capita caíram para 1300 calorias em 1917, depois subiram para 1400 em 1918  (a ingestão em períodos normais é em média da ordem de 2800, um estado de subnutrição é atingido abaixo de 2000). Essa quantidade insuficiente de alimentos era, além disso, desequilibrada, com graves deficiências, principalmente de vitaminas.
A ocupação da cidade de Sedan e a difícil situação de vida foram narradas por Yves Congar, que era apenas uma criança na época. Em seus cadernos, ele descreve a alta inflação dos preços dos alimentos, bem como a escassez que afetava os territórios ocupados pelo exército alemão. Congar escreveu em 4 de novembro de 1914 que "não temos mais meio grama de pão para comer".
O comércio e a restauração continuaram livres, mas os preços proibitivos dos alimentos disponíveis tornavam-nos acessíveis apenas a uma minoria privilegiada. O desenvolvimento de hortas comunitárias ajudou a aliviar um pouco a escassez. Complementos também eram fornecidos por "go-getters" ou "supply men", contrabandistas que se abasteciam na Bélgica; essa era uma atividade muito arriscada, o que explica os altos preços que cobravam. No início, alguns soldados e oficiais alemães ajudaram os civis, o que foi oficialmente proibido; mas mesmo esta fonte de abastecimento secou a partir de 1917, quando o próprio exército começou a sofrer de escassez. 
Embora submetidos às tropas inimigas, os agricultores, que conseguiam esconder parte de sua produção, sofriam menos com a fome. Os menores também eram relativamente privilegiados na cadeia de suprimentos. A situação, muito difícil nas cidades, foi particularmente dramática em Lille, que sofreu durante toda a ocupação mais severamente do que toda a região. 

### Saúde pública

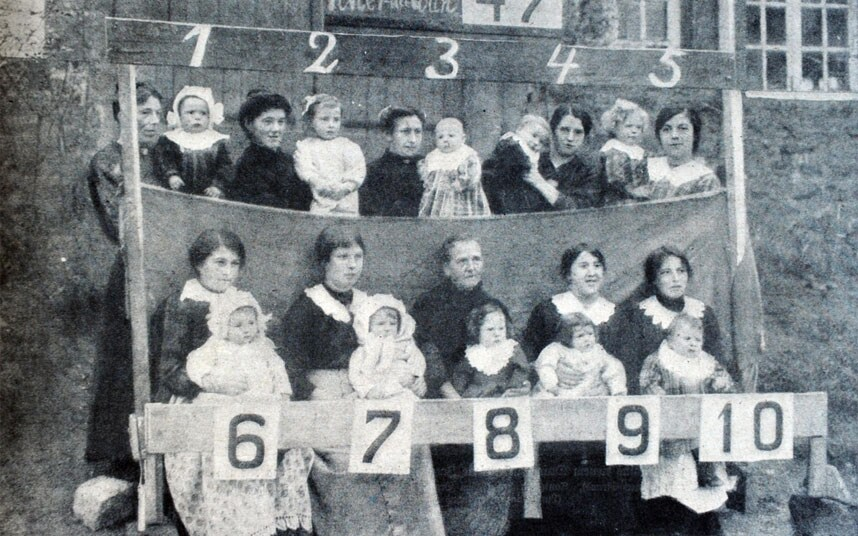
Crianças francesas sendo instruídas por um professor alemão durante a ocupação da Primeira Guerra Mundial, Champagne, março de 1917

A desnutrição levou a epidemias de febre tifoide no final de 1915 e início de 1916, disenteria bacilar, aumento de mortes por tuberculose e contribuiu para o excesso de mortalidade geral. A taxa de mortalidade em Lille flutuava de acordo com o fornecimento de alimentos. Em dezembro de 1915, estava em 20‰, próximo à média do período pré-guerra, durante um dos raros períodos em que o fornecimento se aproxima do normal. Subiu para 42‰ em março de 1916, flutuou entre 41 e 55‰ em 1917 e entre 41 e 55‰ em 1918.
Enquanto isso, a taxa de natalidade despencou. O número de nascimentos em Lille caiu de 4885 em 1913 para 2154 em 1915, 602 em 1917 e 609 em 1918.  Assim, o déficit demográfico, o excesso de mortes sobre nascimentos, chegou a 14.317 de outubro de 1914 a fevereiro de 1917. Em 1918, 80% dos adolescentes estavam abaixo do peso normal.
A maioria dos hospitais foi requisitada pelo exército alemão; em Lille, isso incluía o hospital Saint-Sauveur, o Hospice général e o Lycée Faidherbe, uma escola secundária. Durante este período, o hospital Charité permaneceu como o único hospital civil da cidade. 

### Abusos

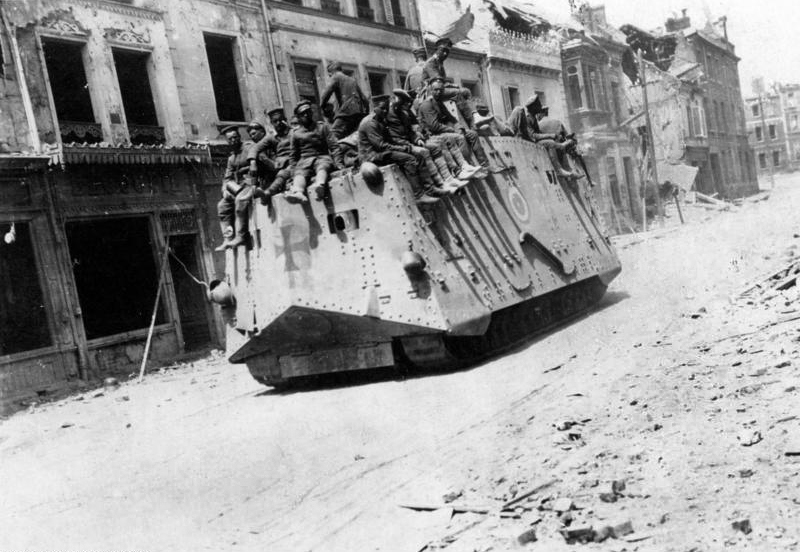
Tropas alemãs fotografadas em um Sturmpanzerwagen (tanque A7V) em Roye, França, 21 de março de 1918, durante a Operação Michael.

Atrocidades foram cometidas pelas tropas alemãs ao entrarem na França em agosto e setembro de 1914, incluindo a destruição de edifícios e execuções em retaliação à suposta resistência. Aproximadamente 10.000 civis, que foram repatriados em fevereiro de 1915, foram deportados para a Alemanha, em particular para o campo de Holzminden.  Na maioria das localidades, grandes personalidades foram feitas reféns. Assim, ao chegarem a Lille, os alemães fizeram 19 reféns, o prefeito, o prefeito, o bispo e 8 conselheiros municipais, que foram convocados diariamente para a Kommandantur e forçados a se apresentar a cada 6 dias na Cidadela.
Pesadas contribuições monetárias também foram impostas aos municípios. Uma primeira contribuição de 1.300.000 F foi requisitada da cidade de Lille em 1º de novembro de 1914 pelas autoridades alemãs, que foi aumentada para 1.500.000 F por mês a partir de janeiro de 1915. No total, 184 milhões de F foram pagos pela cidade de Lille ao ocupante em 4 anos, 12,9 milhões pela cidade de Cambrai, 48 milhões pela de Roubaix, 25 milhões pela de Tourcoing.  As cidades pequenas também não foram poupadas. Respondendo ao pedido dos municípios, o governo francês concedeu empréstimos através de circuitos financeiros complexos às principais cidades da região.

### Desemprego
O fechamento de fábricas têxteis, o maior empregador na aglomeração de Lille-Roubaix-Tourcoing, e de indústrias metalúrgicas, causou uma alta taxa de desemprego. Em 1918, 46.300 habitantes de Lille recebiam subsídio de desemprego (36% da população total), 24.977 em Tourcoing (38%), 23.484 em Roubaix (38%).  Em 1916, apenas 35.000 habitantes de Lille, dos 150.000, conseguiam sustentar-se; três quartos dos habitantes de Tourcoing subsistiam com ajudas sociais; 80% dos habitantes de Valenciennes, apenas. 

### Pilhagem industrial

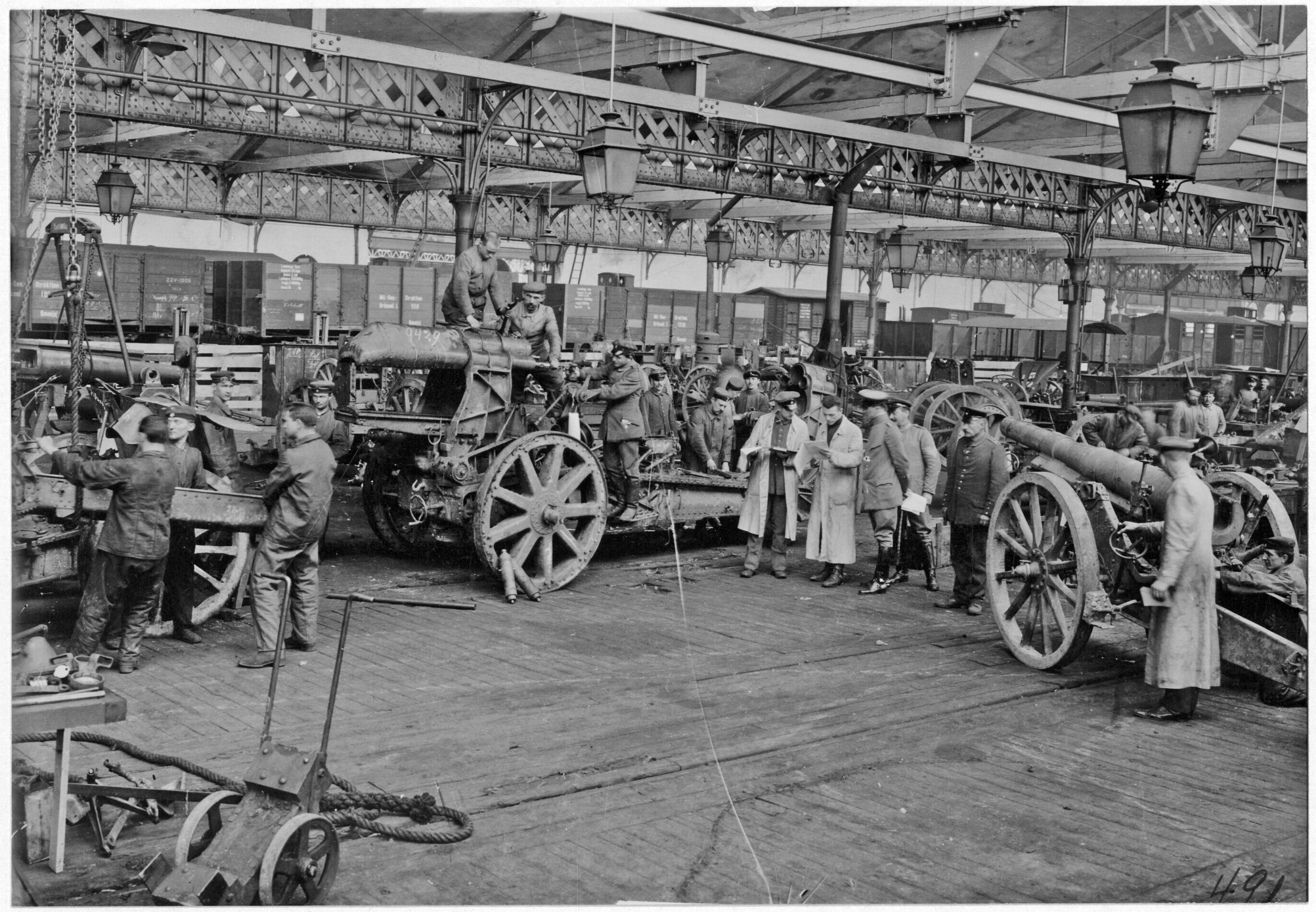
Vista de uma oficina de máquinas de artilharia, Lille, França, 1917 ou 1918

Uma administração chamada Schutzverwaltung, criada no início da ocupação, requisitou suprimentos, levando à cessação da atividade industrial. Esse material foi então transferido sistematicamente para a Alemanha. As fábricas esvaziadas dos seus equipamentos foram por vezes transformadas para outros usos: hospitais, prisões, currais, estábulos, etc. A partir do final de 1916, os equipamentos que permaneceram no local e os próprios edifícios foram sistematicamente destruídos para suprimir a concorrência da indústria francesa após a guerra.  Durante a retirada do exército alemão em setembro e outubro de 1918, as instalações mineiras foram dinamitadas e as galerias inundadas.  O desmantelamento de todas as cervejarias nas áreas ocupadas para recuperar o cobre é descrito no Journal de Pabert.

### Requisições
Assim que os alemães chegaram, todos os carros tiveram que ser entregues aos ocupantes. Foram requisitados diversos produtos e objetos da vida cotidiana, como bicicletas, utensílios domésticos, inclusive cobre, estanho e ligas (essencialmente todos os objetos de metal), borracha (inclusive pneus de bicicleta), peles, óleos, couro, arame e, por fim, a lã de colchões e travesseiros, inclusive os dos hospitais. Este último confisco traumatizou particularmente uma população faminta, incluindo muitos pacientes, que já estavam privados de aquecimento e agora de roupa de cama, sendo também proibido o uso de palha como substituto. Estas requisições foram acompanhadas por escavações incessantes.  Muitas obras de arte em espaços públicos feitas de bronze também foram desparafusadas e derretidas.

Estátuas de bronze desmontadas e derretidas
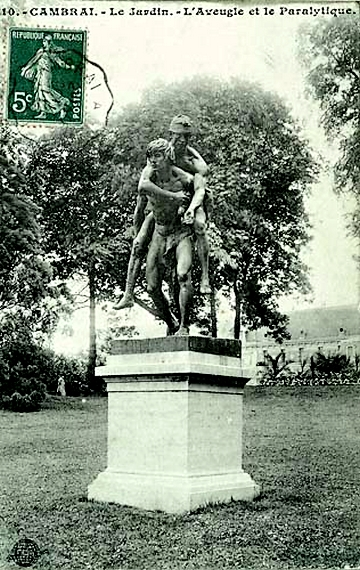
L'Aveugle et le Paralytique em Cambrai.
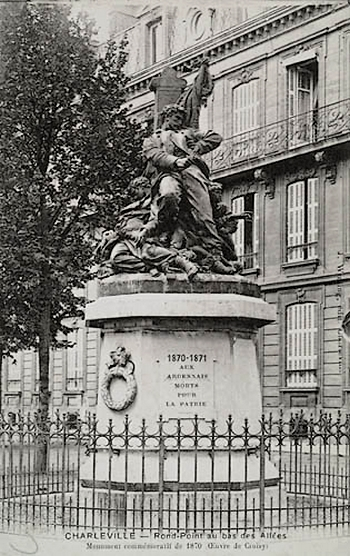
Monumento aos mortos de 1870 em Charleville-Mézières.
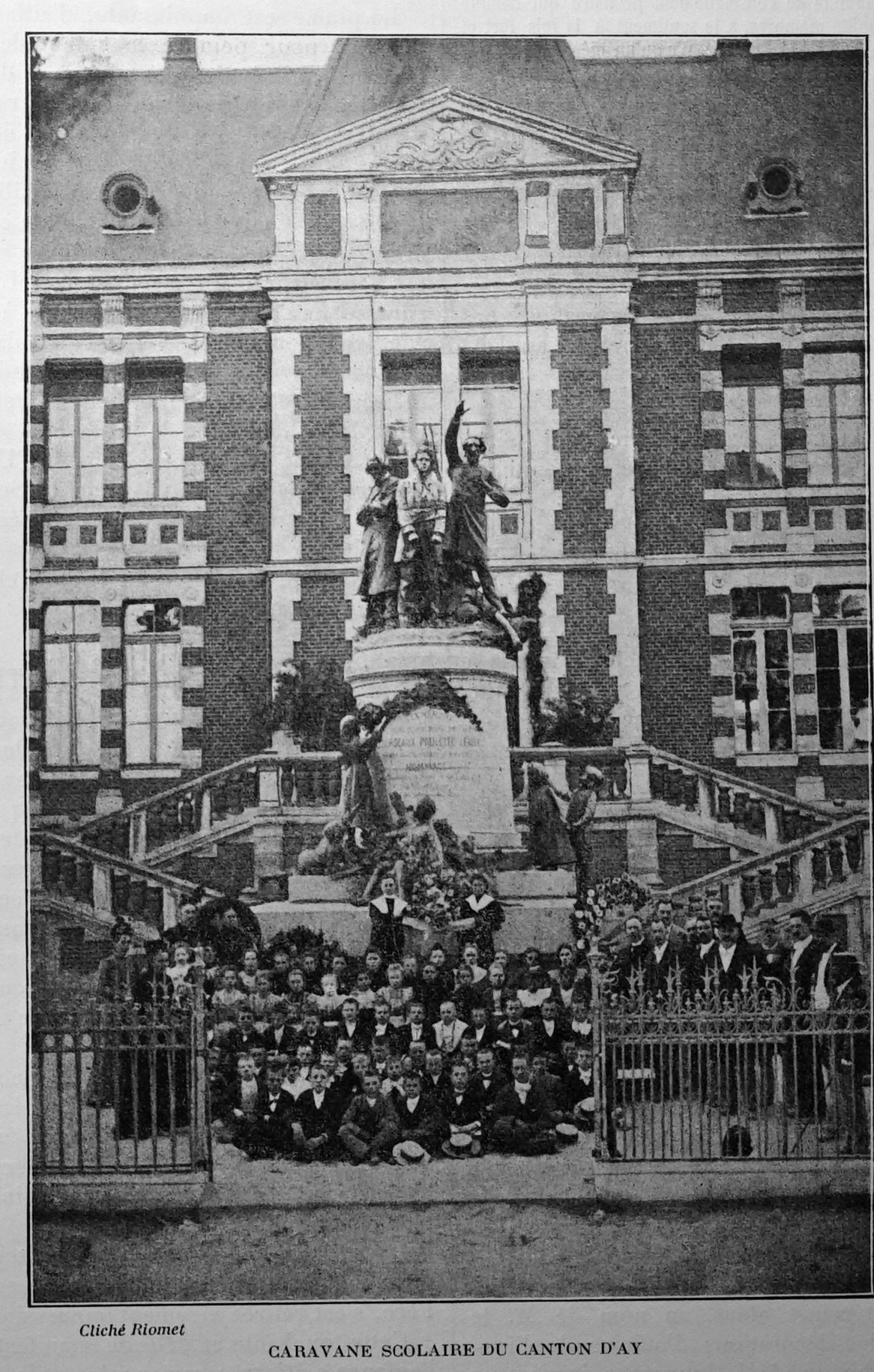
Monumento aos professores Debordeaux, Poulette e Leroy em Laon.
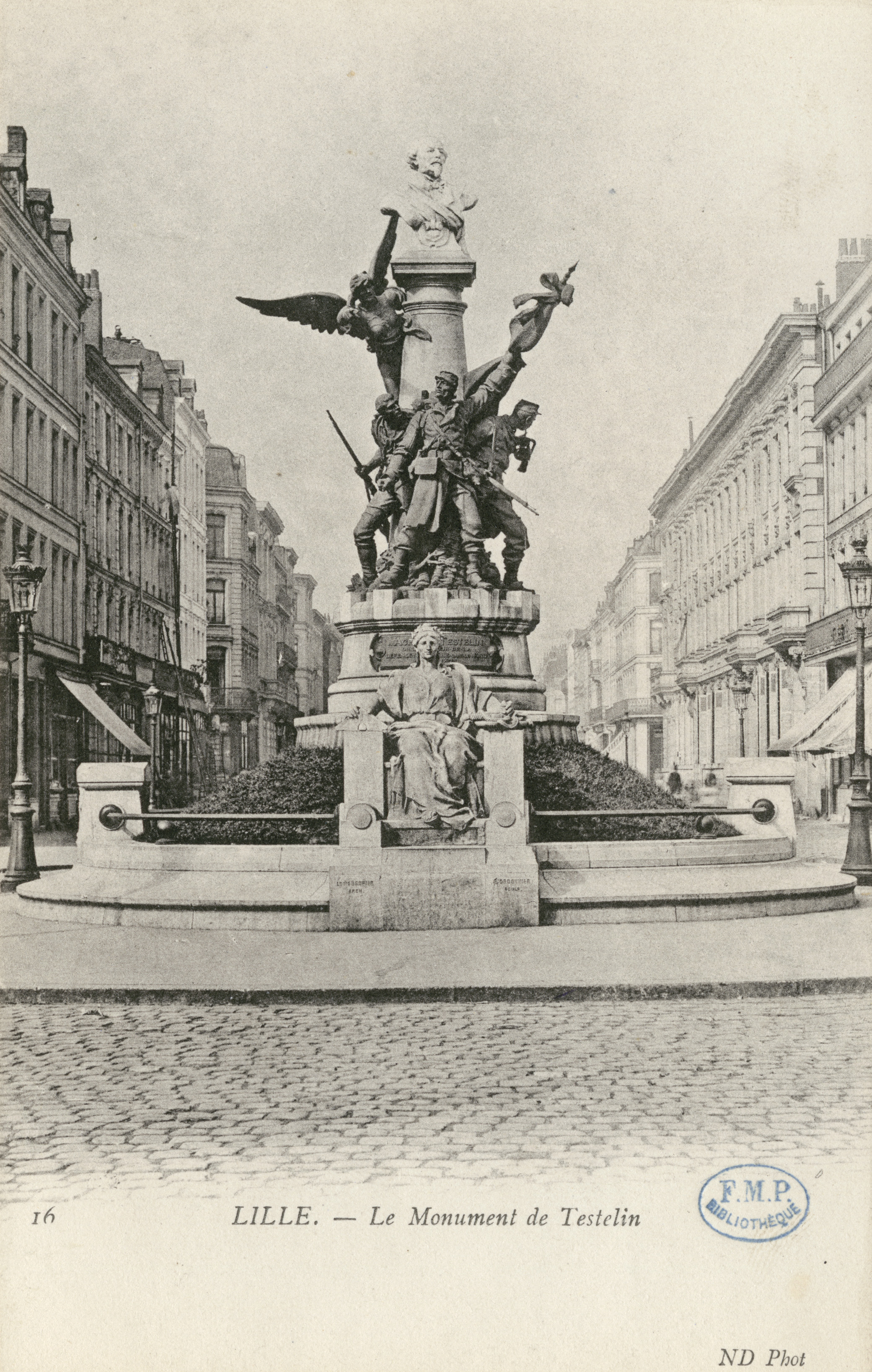
Monumento comemorativo da defesa nacional em 1870 em Lille.
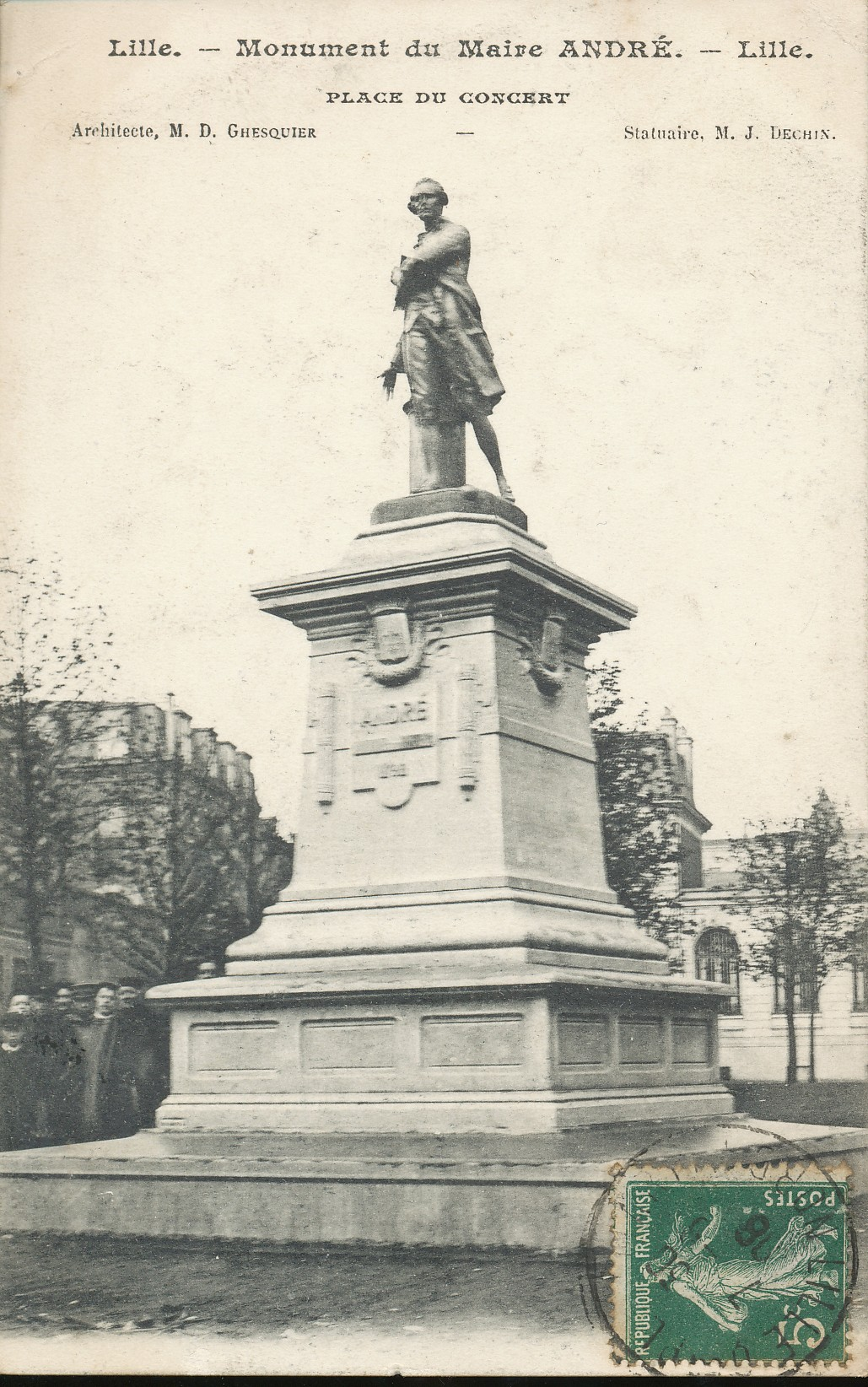
Estátua de François André-Bonte na Place du Concert em Lille.
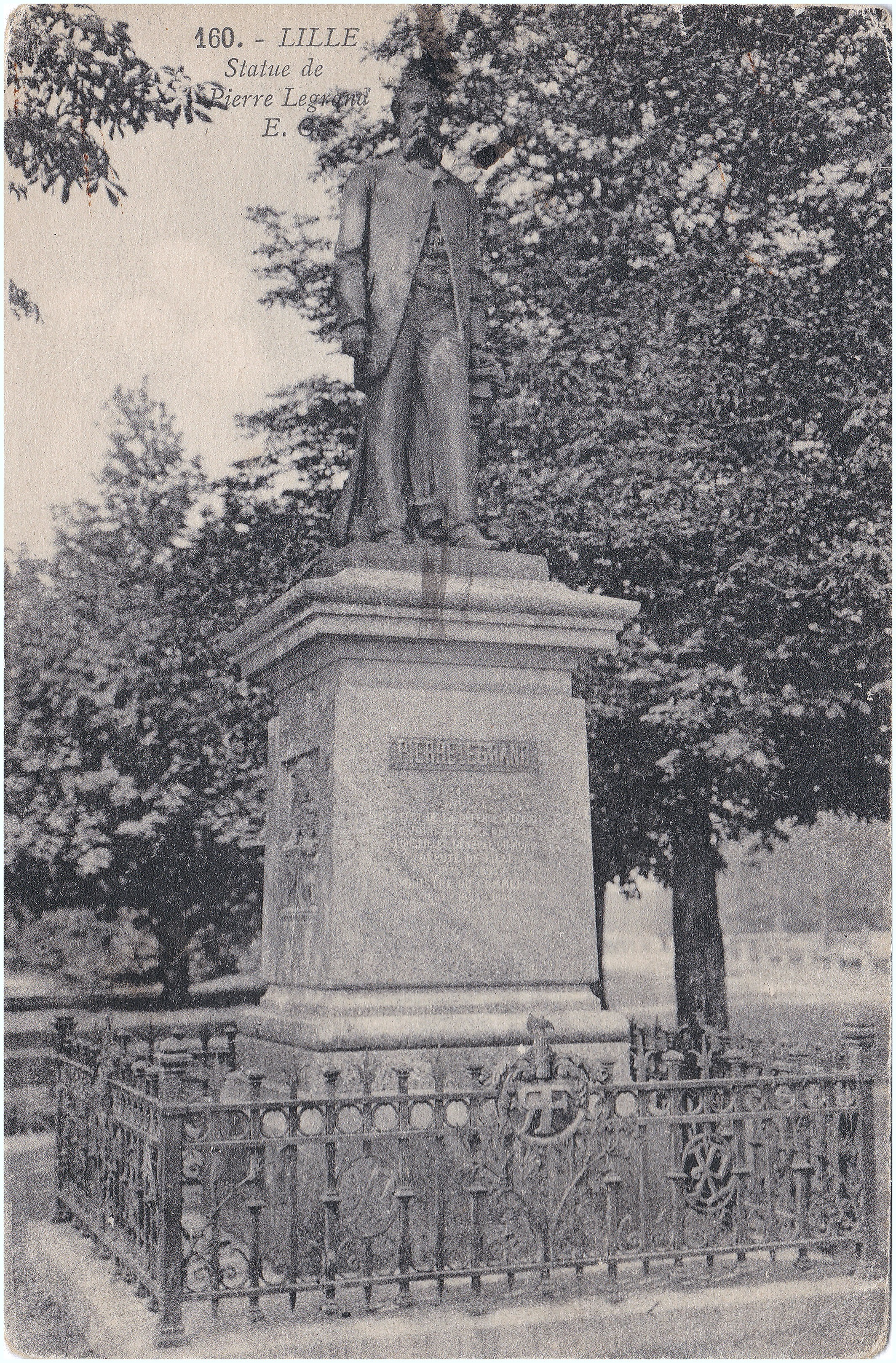
Estátua de Pierre Legrand em Lille.
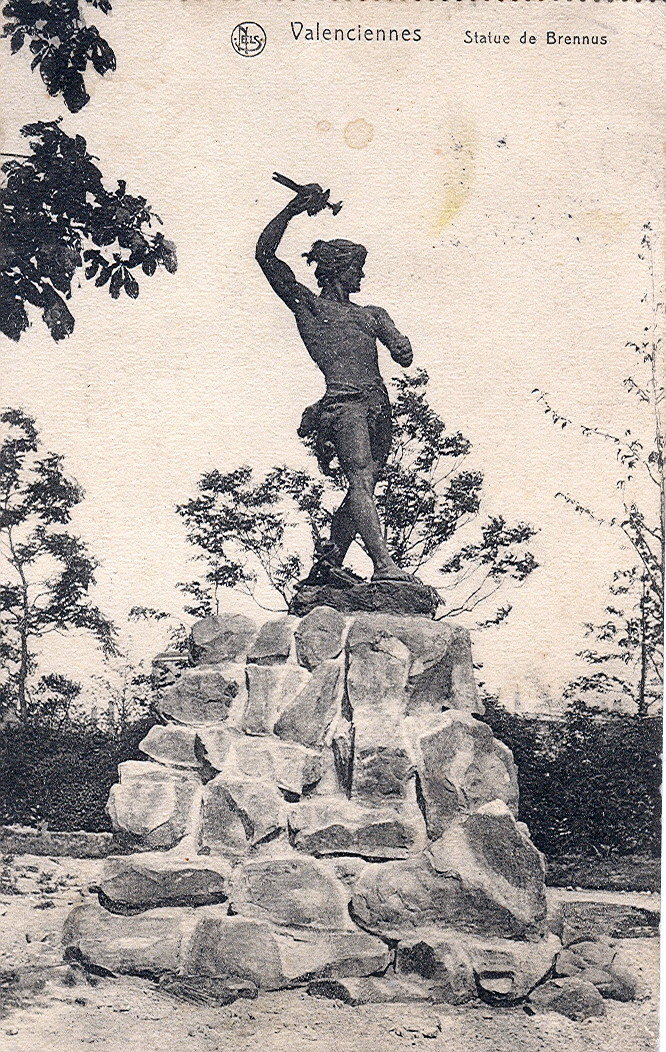
Estátua de Brennus em Valenciennes.

### Trabalho forçado

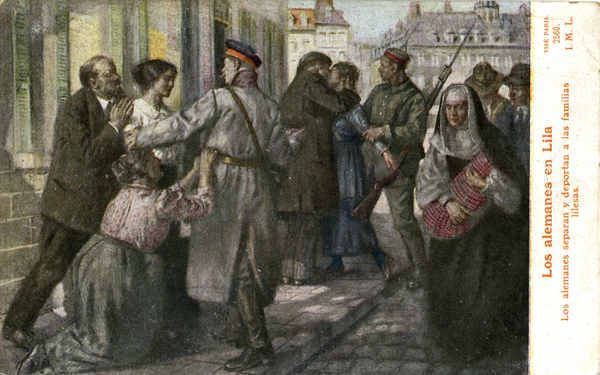
Famílias se separaram em Lille durante a Primeira Guerra Mundial

Os habitantes eram submetidos a trabalhos forçados impostos não apenas aos homens, mas também às mulheres e crianças, a partir dos 9 anos de idade. Os trabalhadores eram designados para várias tarefas, como lavar uniformes, fazer terraplenagem, descarregar carroças e, assim como a França exigia dos prisioneiros alemães, cavar trincheiras e instalar arame farpado, em violação às Convenções de Haia, que proibiam o emprego de civis no esforço de guerra contra sua terra natal. 
Foram organizados campos de trabalho para os quais meninas e mulheres jovens, arrancadas de suas famílias, eram transportadas e carregadas em vagões de gado para destinos distantes; por exemplo, de Lille às Ardenas. As deportações de abril de 1916, que poderiam ser descritas como prisões, afetaram 9.300 pessoas em Lille e 4.399 em Tourcoing; no total, 20.000 na região, na proporção de três mulheres para cada homem. A inspeção sanitária imposta às meninas, semelhante à imposta às prostitutas, foi particularmente traumatizante. Os deportados eram frequentemente empregados em trabalhos agrícolas. De fato, diferentemente das cidades que sofriam com o desemprego em massa após o fechamento das fábricas, a agricultura carecia de mão de obra devido à saída dos homens mobilizados. Na maioria dos casos, os trabalhadores (na sua maioria mulheres) eram levados para os campos e vigiados por soldados armados; eram submetidos a trabalhos exaustivos e sofriam de subnutrição. 

### Evacuações e repatriações

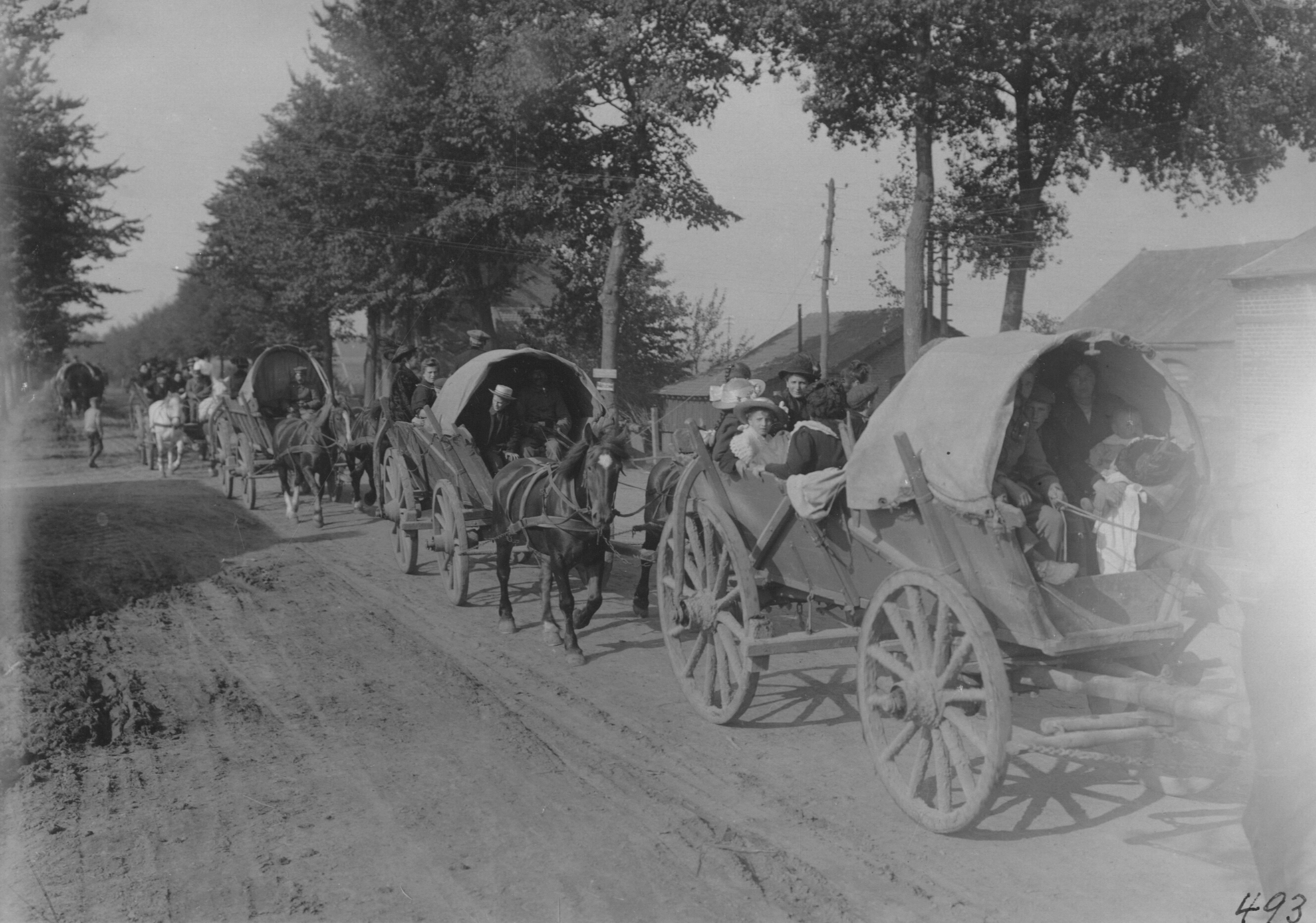
Cidadãos franceses evacuando Bapaume, ca. 1917, em carroças puxadas por cavalos

Os alemães evacuaram as mulheres, crianças e idosos de suas casas para outras partes da França, não para alimentá-los, mas para recuperar alojamentos para abrigar suas próprias tropas. Depois que os habitantes de Lille, cujas casas foram destruídas pelos bombardeios do cerco de 11 e 12 de outubro de 1914, foram deportados, as primeiras evacuações começaram em janeiro de 1915. A viagem pela Suíça com retorno à França em Annemasse ou Évian era feita, em diferentes épocas, de trem, carro ou carroça de gado.
A primeira dessas "repatriações" foi imposta porque os habitantes preferiram, inicialmente, suportar as dificuldades da ocupação do que abandonar seu local de vida. Assim, as 450 pessoas evacuadas de trem em março de 1915 incluíam apenas 47 voluntários. Já em 1915, a difícil situação de abastecimento, as requisições e os abusos levaram um grande número de habitantes a fugir do sofrimento. Em dezembro de 1915, um comboio de 750 pessoas incluía apenas cinco evacuados forçados. Posteriormente, quando o número de partidas desejadas começou a superar os lugares disponíveis nos comboios, as autoridades alemãs recusaram alguns dos pedidos. Alguns funcionários da prefeitura que participaram da preparação das listas foram subornados pelos candidatos para obter uma vaga.
No total, quase 500.000 pessoas de uma população de cerca de 2 milhões em 1914 foram repatriadas via Suíça de outubro de 1914 até o fim da guerra. Isso representou uma alta taxa de 25%.

## Atos de resistência
A resistência à ocupação alemã era evidente, mas variava em grau. Incluía tanto a resistência passiva, como a indiferença demonstrada em relação ao ocupante ou a recusa em entrar em contato, quanto pequenas formas de resistência diária, como a oposição a requisições e trabalhos forçados, bem como o fornecimento de ajuda alimentar aos prisioneiros. Todos esses atos eram puníveis com prisão. Incluía também as ações mais ativas e arriscadas de resistência, como a sabotagem de linhas ferroviárias, o socorro a soldados, a organização de redes de fuga, a publicação e distribuição da imprensa clandestina (de baixa tiragem, no melhor dos casos, algumas centenas, a imprensa limitava-se por vezes a poucos exemplares; o mais notável era o jornal Patience, que mudou de nome várias vezes e cujo grupo foi desmantelado pelos alemães em 1916). Implicava também a recolha de informações militares comunicadas aos aliados, atividade organizada em redes, sendo as mais conhecidas as de Jacquet, Trulin e Louise de Bettignies. 

## Colaboração

Mapa da devastação do nordeste da França. Zonas totalmente destruídas: vermelho. Danos significativos: amarelo

A colaboração ativa foi mais limitada do que aquela experimentada na França ocupada durante a Segunda Guerra Mundial. A colaboração inspirada por apoio intelectual ou ideológico era praticamente inexistente, exceto para correspondentes do periódico de propaganda La Gazette des Ardennes. A colaboração econômica era mais disseminada: trabalho voluntário ou industrial aceitando encomendas para o exército, prefeitos desviando alimentos destinados a civis para os soldados, etc. A colaboração também assumia a forma de denúncias, seja de soldados franceses escondidos, seja de esconderijos de armas, alimentos ou objetos retirados de requisições. A maioria deles foi motivada pela inveja local e a polícia militar secreta alemã (Geheime Feldpolizei) empregou informadores franceses. 

### Acomodações
As relações entre ocupantes e ocupados, no entanto, não eram uniformemente hostis. A coabitação com soldados em alojamentos requisitados era frequentemente cordial ou mesmo de apoio e criava laços de amizade, bem como relacionamentos românticos, que podiam ser genuínos ou motivados para facilitar a requisição de suprimentos. Embora seja impossível avaliá-los, os nascimentos ilegítimos resultantes dessas uniões parecem ser bastante numerosos. Alguns casamentos entre soldados e mulheres francesas foram aceitos pelas autoridades. Essas mulheres eram geralmente estigmatizadas por parte da população ocupada. Estas "mulheres Boche" foram muitas vezes criticadas após a libertação. 

## Consequências

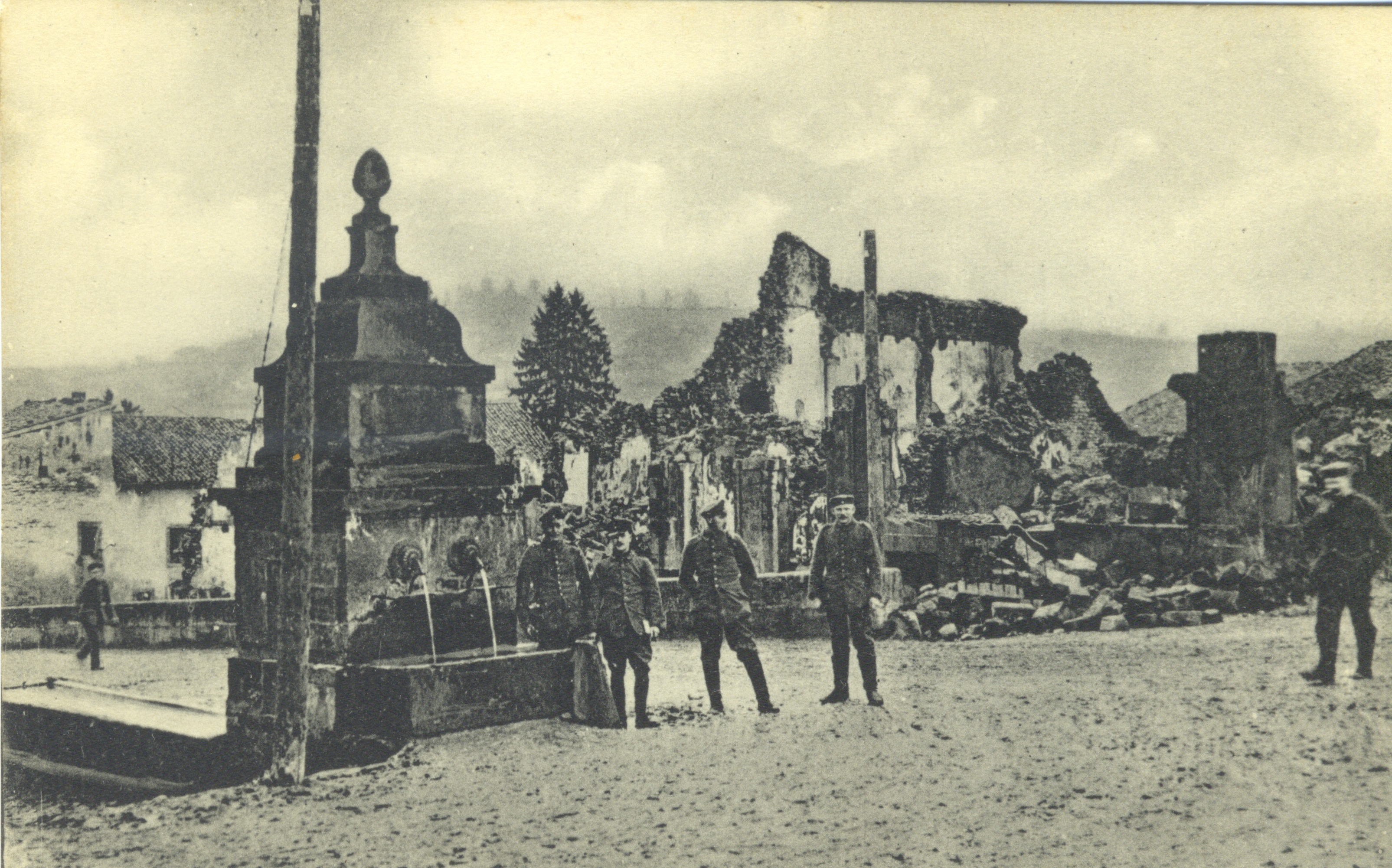
Cartão postal de Marville, França, mostrando a devastação dos combates da Primeira Guerra Mundial.

De acordo com os censos de 1923 do Ministério das Regiões Libertadas, de todos os municípios nas áreas afetadas (incluindo, além das áreas ocupadas, a da frente), 620 foram completamente destruídos; 1.334 foram destruídos em um grau de mais de 50%; 2.349 foram parcialmente danificados; 423 permaneceram intactos; 293.043 edifícios foram completamente destruídos e 148.948 severamente danificados. 
Segundo o economista Alfred Sauvy, o custo dos bens perdidos e sua restauração é estimado em 34 bilhões de francos-ouro. Alguns dos equipamentos trazidos para a Alemanha foram recuperados e a indústria foi reiniciada rapidamente no início da década de 1920, mas a reconstrução mais lenta durou até meados da década de 1930.
O governo alemão se recusou a extraditar os responsáveis pelos abusos e os julgamentos abertos não tiveram sucesso. Esta impunidade contribuiu para o sentimento de injustiça entre os habitantes. 
A lembrança da Primeira Guerra Mundial levou a maioria da população das regiões do norte a fugir para o sul em junho de 1940. Durante a ocupação de 1940-1944, os atos de resistência multiplicaram-se, a colaboração foi muito mais fraca do que no resto da França e o governo de Vichy tornou-se muito impopular no nordeste a partir de novembro de 1940. 

## Na cultura popular
Grande parte do romance Schlump de 1928, de Hans Herbert Grimm [de] se passa na França ocupada pelos alemães, onde o protagonista trabalha na administração da ocupação.
The Alice Network é um romance de 2017 sobre uma rede real de espiões aliados de mesmo nome, ambientada em Lille.